# Virola melinonii
Virola melinonii là một loài thân gỗ thuộc họ Myristicaceae.